# Max Huiberts
Max Edwin Huiberts (Zwolle, 17 novembre 1970) è un dirigente sportivo ed ex calciatore olandese, di ruolo ala.